# Gwinea na Letnich Igrzyskach Olimpijskich 2000
Gwineę na Letnich Igrzyskach Olimpijskich 2000 reprezentowało 6 zawodników, 3 mężczyzn i 3 kobiety.

## Skład kadry

### Boks
Mężczyźni
- Sidy Sandy

waga lekkośrednia, do 71 kg (odpadł w 1 rundzie)

### Judo
Kobiety
- Mariama Sonah Bah

### Lekkoatletyka
Mężczyźni
- Joseph Loua

bieg na 200 m (odpadł w 1 rundzie eliminacji)
Kobiety
- Sylla M'Mah Touré

bieg na 100 m (odpadła w 1 rundzie eliminacji)

### Pływanie
Mężczyźni
- Facinet Bangoura

100 m stylem klasycznym (dyskwalifikacja)
Kobiety
- Aissatou Barry

50 m stylem dowolnym (odpadła w eliminacjach)